# Bukāʾ (Sufismus)
Bukāʾ war zunächst die Bezeichnung einer aus vier Personen bestehenden Gruppe von Sufis aus Kufa, über die Abū Nuʿaym al-Iṣfahānī in seinem Werk Ḥilyat al-awliyāʾ berichtete. Zu dieser Personengruppe gehörte Abū Sinān Ḍirār b. Murra, Muḥammad b. Sūqa, Muṭarrif b. Ṭarīf and ʿAbd al-Malik b. Abjar, die Weinen und Flehen als Ausdruck der Gottesfurcht verstanden und praktizierten. Diese Praxis war unter einigen Sufis verbreitet, jedoch nie Bestandteil der Sufi-Bewegung.

## Name und Bedeutung
Der Begriff al-bukkāʾūn kommt aus der arabischen Sprache und bedeutet so viel wie „die Weinenden“. So berichtet al-Iṣfahānī, dass zwei Mitglieder dieser Gruppe, Abū Sinān Ḍirār b. Murra und Muḥammad b. Sūqa sich an Freitagen gegenseitig aufsuchten, zusammen hinsetzten um gemeinschaftlich zu weinen. Auch andere Sufi-Gruppen beschrieb al-Iṣfahānī in seinen Werken über die Sufis des 7. Jahrhunderts als Angehörige der bukkāʾūn. Ibn al-ʿArabī erwähnt in seinem Werk al-Futūḥāt al-Makkiyya die Zusammenkunft mit weinenden und flehenden Sufis in Sevilla.

## Verbreitung
Die Praxis des Weinens und Flehens im Sufismus ist nachweisbar, jedoch scheint diese nicht weit verbreitet gewesen zu sein, obwohl einige Sufis darauf bestanden, dies während ihrer nächtlichen Gottesdienste oder der Koranrezitation zu praktizieren. Zwar existierten solche Gruppen innerhalb des taṣawwuf, doch etablierte sich diese Praxis nie als Bestandteil der mystischen Reise zu Gott (sulūk); andererseits legten vom Sufismus beeinflusste Autoren von Anfang an besondere Aufmerksamkeit auf Furcht (khawf), Traurigkeit (ḥuzn) und Weinen (bukāʾ). Begriffe wie Gottesfurcht, Angst davor Sünden zu begehen oder Angst vor der Strafe Gottes spielten in diesem Zusammenhang immer eine große Rolle; so wurden Geschichten erzählt, die verdeutlichen sollen, dass die Angst der Ursprung des Weinens ist. Die Praxis des Weinens ist jedoch nicht nur auf Sufis beschränkt; ähnliche Geschichten existieren auch über christliche Mönche im Irak und Syrien. Zweck dieser Praktiken war es, die Aufmerksamkeit und Gedanken des Reisenden auf das bevorstehende Gottesgericht zu lenken, was zur Ausprägung höherer moralischer Eigenschaften führen sollte.

## Kritik
Nicht alle Sufis halten das Weinen für notwendig; im Gegenteil wird dies als niedrigste Stufe der spirituellen Reise angesehen. Sie argumentieren, dass das Weinen ein natürlicher Ausdruck von Emotionen sei und nicht willentlich herbeigeführt werden könne. Aus diesem Grund messen sie dem Weinen nur einen geringen Wert bei. Es bestünde außerdem die Gefahr, dass dies überbewertet würde und andere gottesdienstliche Handlungen dadurch vernachlässigt würden, weil angenommen würde, dass durch das Weinen bereits die Vergebung der Sünden führen würde, was dann auch zu Hochmut führen könne.

## Schiitentum
Auch im Schiitentum wird das gemeinschaftliche Weinen praktiziert. Dort hat es jedoch eine andere Bedeutung, da wegen des Märtyrertums von al-Husain ibn ʿAlī getrauert wird.